# Air Rarotonga

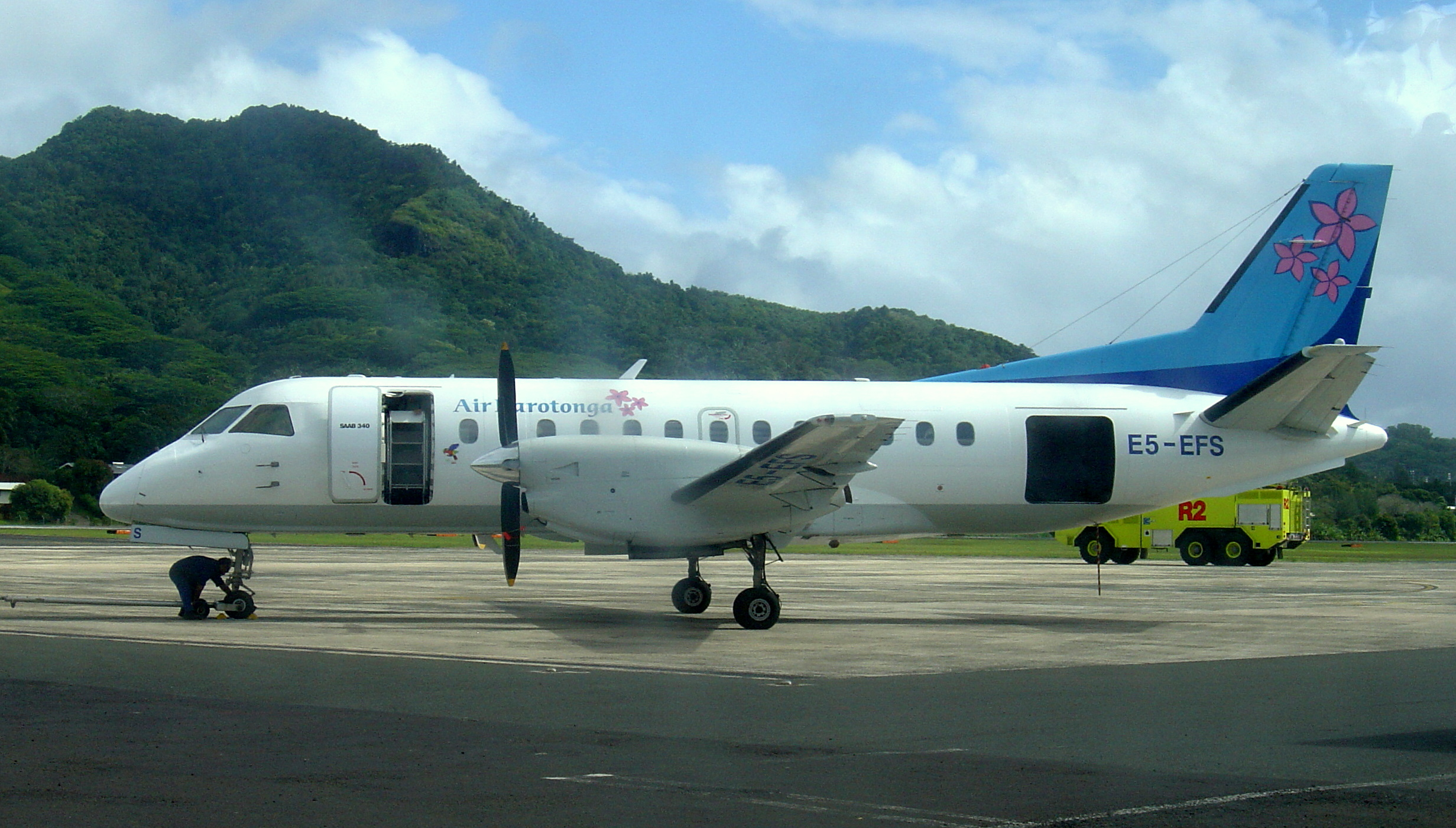
Самолёт Saab 340 авиакомпании «Эйр Раротонга» на перроне международного аэропорта Раротонги

Эйр Раротонга (англ. Air Rarotonga) — частная авиакомпания Островов Кука, основанная в 1978 году. Осуществляет регулярные авиаперелёты между 9 островами архипелага Кука (Раротонга, Аитутаки, Атиу, Митиаро, Мауке, Мангаиа, Пенрин, Манихики и Пукапука) и перелёты по требованию на Таити, Ниуэ, Тонга и Самоа. Приписан к Международному аэропорту Раротонга. Ежегодно перевозится до 70 тысяч человек.
Флот «Эйр Раротонга» включает 6 самолётов:
- 3 Embraer EMB-110P1 Bandeirante
- 1 Saab 340A
- 1 Cessna 172
- 1 Piper Twin Comanche